# Talk on Corners
Talk on Corners är det irländska bandet The Corrs andra studioalbum, utgivet den 28 oktober 1997.

## Låtförteckning
1. "Only When I Sleep" – 4:24
2. "When He's Not Around" – 4:25
3. "What Can I Do" – 4:18
4. "I Never Loved You Anyway" – 4:26
5. "So Young" – 3:53
6. "Don't Say You Love Me" – 4:39
7. "Love Gives Love Takes" – 3:42
8. "Hopelessly Addicted" – 4:03
9. "Paddy McCarthy" (instrumental) – 4:58
10. "Intimacy" – 3:57
11. "Queen of Hollywood" – 5:02
12. "No Good for Me" – 4:00
13. "Little Wing" – 5:08

I den version av albumet som är tillgänglig på Spotify har hitlåten Dreams (skriven av Stevie Nicks och ursprungligen lanserad av Fleetwood Mac på LP:n Rumours) 1977 lagt till som spår nr 3.

### Fotnoter
1. ↑  Malin Sandström (24 oktober 1997). ”Skivor”. Dagens nyheter. http://www.dn.se/arkiv/stockholm/skivor-351. Läst 18 mars 2016.